# Kobylany (Łosice)
Pour les articles homonymes, voir Kobylany.
Kobylany (prononciation : [kɔbɨˈlanɨ]) est un village polonais de la gmina de Stara Kornica dans le powiat de Łosice de la voïvodie de Mazovie dans le centre-est de la Pologne.
Il se situe à environ 4 kilomètres à l'est de Stara Kornica (siège de la gmina), 14 kilomètres au sud-est de Łosice (siège du powiat) et à 130 kilomètres à l'est de Varsovie (capitale de la Pologne).

## Histoire
De 1975 à 1998, le village appartenait administrativement à la voïvodie de Biała Podlaska.